# رزت

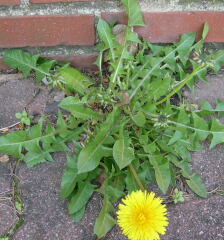
رزت برگ‌ها در پایهٔ یک قاصدک

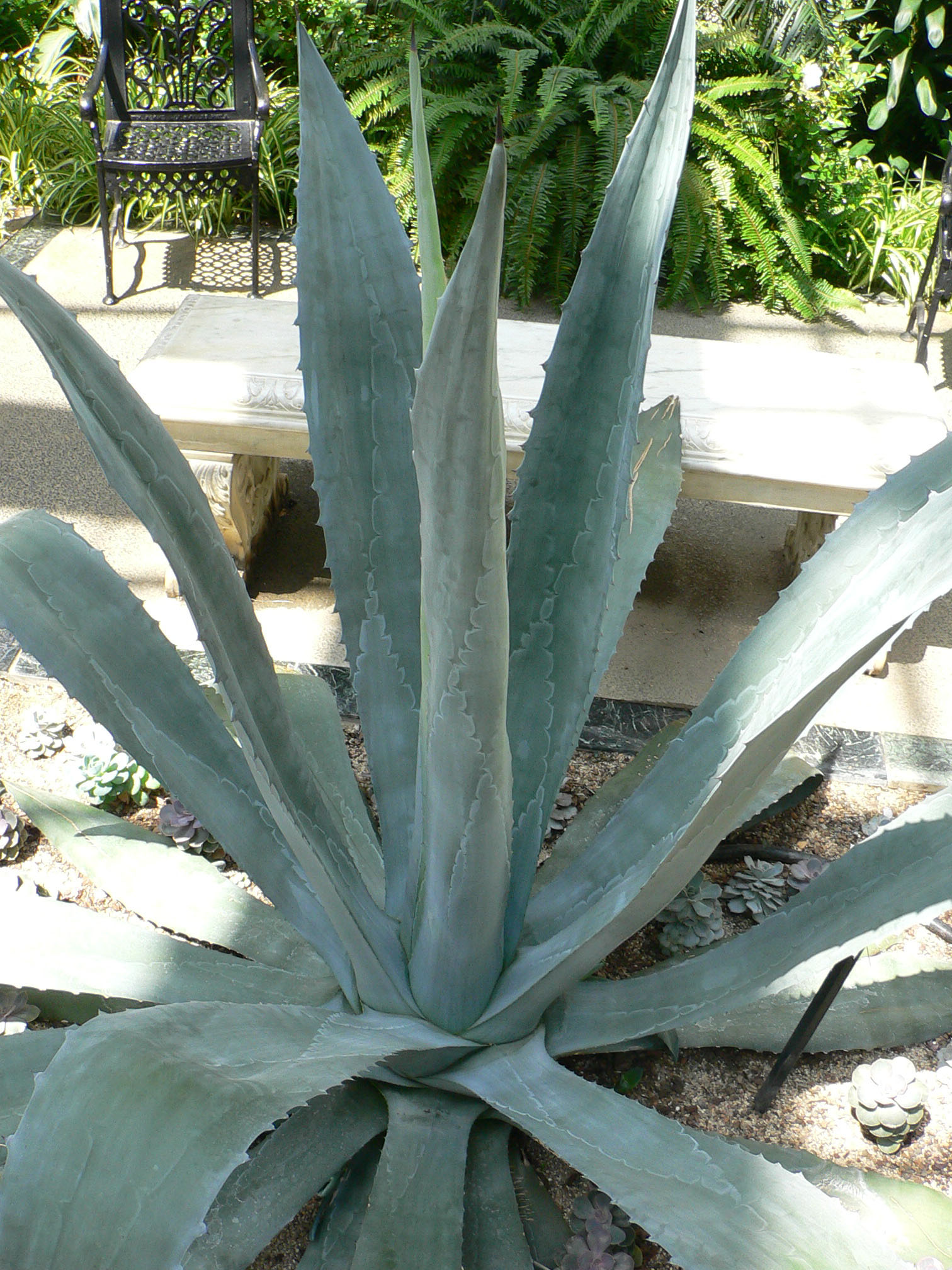
رزت برگ‌های آگاو برگ‌خنجری

در گیاه‌شناسی، یک رزت یا پنجهٔ گیاه، یک ترتیب دایره‌ای برگ‌ها است که در آن تمام برگ‌ها در ارتفاع مشابهی قرار دارند.
اگرچه رزت معمولاً در نزدیکی خاک قرار می‌گیرند، اما ساختار آن نمونه‌ای از ساقهٔ اصلاح شده‌است.
در گندمیان و ذرت، به اضافه‌شدن ساقه در کنار ساقۀ مرکزی، پنجه‌زنی گفته می‌شود.

## عملکرد
اغلب رزت در گیاهان چندساله شکل می‌گیرد. برگ‌های بالایی آن که از بین می‌روند بقیه برگ‌ها از گیاه محافظت می‌کنند. شکل دیگر رزت هنگامی اتفاق می‌افتد که بخشی که در امتداد ساقه است کوتاه شده، و برگ‌ها به هم نزدیک تر می‌شوند. مانند: کاهو، قاصدک و بعضی از گیاهان آب‌دار. (هنگامی که گیاهانی مانند کاهو خیلی سریع رشد می‌کنند، ساقه درازتر می‌شود). در اشکال دیگر، رزت همچنان در پایه گیاه می‌ماند و ریشه عمودی دارد. (مانند قاصدک)

### حفاظت
بخشی از عملکرد حفاظتی رزت در گیاهی مانند قاصدک این است که کندن آن از زمین سخت است؛ برگ‌ها به راحتی کنده می‌شوند، درحالی‌که ریشه عمودی دست‌نخورده و سالم باقی می‌ماند.
نوع دیگری از حفاظت توسط رزت ساقه‌دار فراهم شده‌است که بخشی از شکل رشدیافته گونه غول‌پیکر Espeletia در آمریکای جنوبی است که دارای ساقه‌ای به خوبی رشد کرده در بالای زمین است. در محیط‌های آلپ گرمسیری، با رشد رزت‌های همیشه سبز در بالای برگهای مارسسنت (برگ‌هایی که اندام‌های مرده را که به‌طور معمول ریخته می‌شوند، نگه می‌دارند) انواع مختلفی از گیاهان از تیره‌های گیاهی مختلف و در بخش‌های مختلف جهان این  شکل از رشد را نشان داده‌اند.

## رده‌بندی‌ها
بسیاری از تیره‌های گیاهی دارای انواع مختلفی از  شکل روزت هستند. این ریخت در گیاهانی مانند کاسنیان مانند قاصدک، کاسنیان مثل کلم‌برگ و آناناسیان رایج است.